# Fernand Fonssagrives
Fernand Fonssagrives (8. června 1910, Île-de-France – 23. dubna 2003, Little Rock) byl francouzský módní fotograf aktivní v USA.

## Životopis
Fernand Fonssagrives, vlastním jménem Fernand Vigoureux, se narodil ve Francii jako syn sochaře Pierra Vigoureux a Jeanne Fonssagrivesové, dcery Jeana-Baptista Fonssagrivese (1862-1910, koloniálního správce v Dahomey od roku 1899 do roku 1900) a vnučka Jean-Baptiste Fonssagrives (1823-1884). V roce 1935 se oženil se švédskou modelkou Lisou Fonssagrives.
Nejprve se vyučil tanečníkem, ale po zranění se prosadil jako fotograf a ve 30. letech prodával fotografie (často své manželky Lisy) do mnoha evropských publikací. Přestěhoval se do New Yorku a stal se jedním z předních světových módních fotografů 40. a 50. let, fotografoval pro Vogue, Town a Country a časopisy Harper's Bazaar. Některé z jeho nejznámějších snímků jsou studie ženských aktů se světelnými vzory na kůži.
Nakonec se rozčaroval z komercializace své práce, přestěhoval se do Španělska a naučil se vyřezávat. Později se vrátil do Spojených států.
"Mým cílem bylo pokusit se pochopit, o čem je život, a být svobodný," řekl. "A to nemůžete udělat nikde jinde než v Americe. To je důvod, proč jsem tady - ta vášeň být individualitou. V Americe je to možné, navzdory všem těm ubohým trendům. Ale občas musíte systému vzdorovat."
Jeho fotografickou tvorbu v Evropě zastupuje Michael Hoppen Photography (Londýn) a ve Spojených státech Bonni Benrubi (New York) a Duncan Miller Gallery (Santa Monica).

## Osobní život
Jeho otcem byl francouzský sochař Pierre Vigoureux, jehož sochy pro válečné památníky z první světové války se nacházejí po celé Francii a jehož menší díla uchovávají muzea včetně Centre Pompidou. Fonssagrivesovi rodiče se rozvedli, když mu bylo dvanáct, az neznámých důvodů se rozhodl používat příjmení své matky (Jeanne Fonssagrives). Jeho starší bratr Jean Vigoureux, se také stal umělcem, známým pro kresby a malby každodenního života ve francouzské Indočíně a v Paříži, jak je vidět v knize Paris: Twenty-Eight Drawings od Jean Vigoureux (Plantin Press, Los Angeles, 1942 ).
Fonssagrives se oženil v roce 1935 se svou první manželkou Lisou, se kterou se seznámil na taneční škole v Paříži. Tance se vzdal poté, co se zranil při nehodě během potápění. Jako dárek na zotavení dala Lisa Fernandovi fotoaparát Rolleiflex. Právě to ho přivedlo k fotografování, Fernand se stal známým fotografem a Lisa Fonssagrives vysoce oslavovaná modelka. Rozvedli se v roce 1949.
Druhé Fonssagrivesovo manželství – s Dianou Capronovou, profesionální krasobruslařkou a učitelkou – také skončilo rozvodem. Rodilý Francouz prožil posledních 30 let svého života v Little Rock v Arkansasu.
Po Fonssagrivesovi zůstala dcera z prvního manželství Mia Fonssagrives-Solow, sochařka a návrhářka šperků, která je vdaná za developera nemovitostí a sběratele umění Sheldona Solowa, a syn z druhého manželství, Marc Fonssagrives.

## Galerie

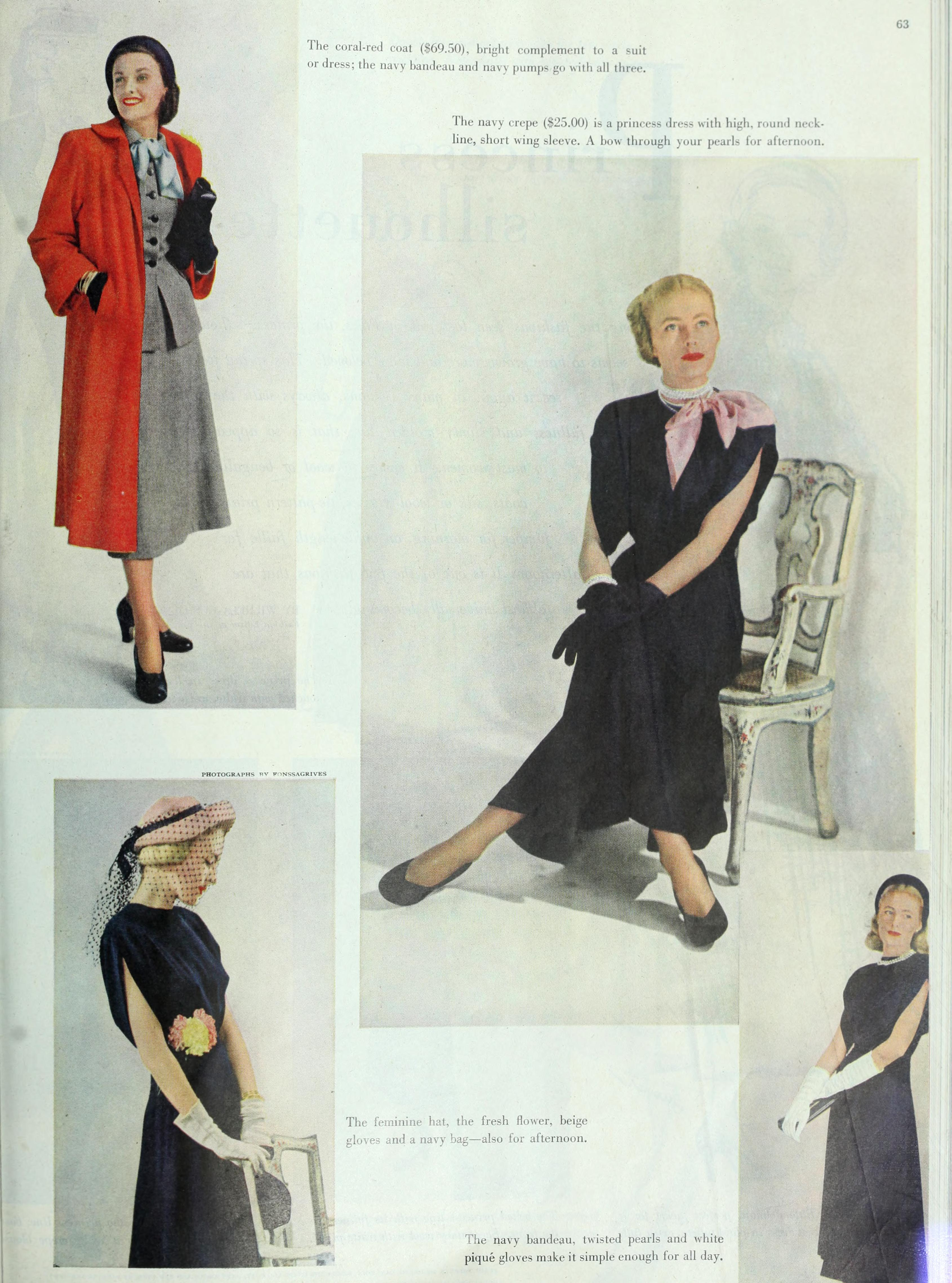
The Ladies' home journal, 1948
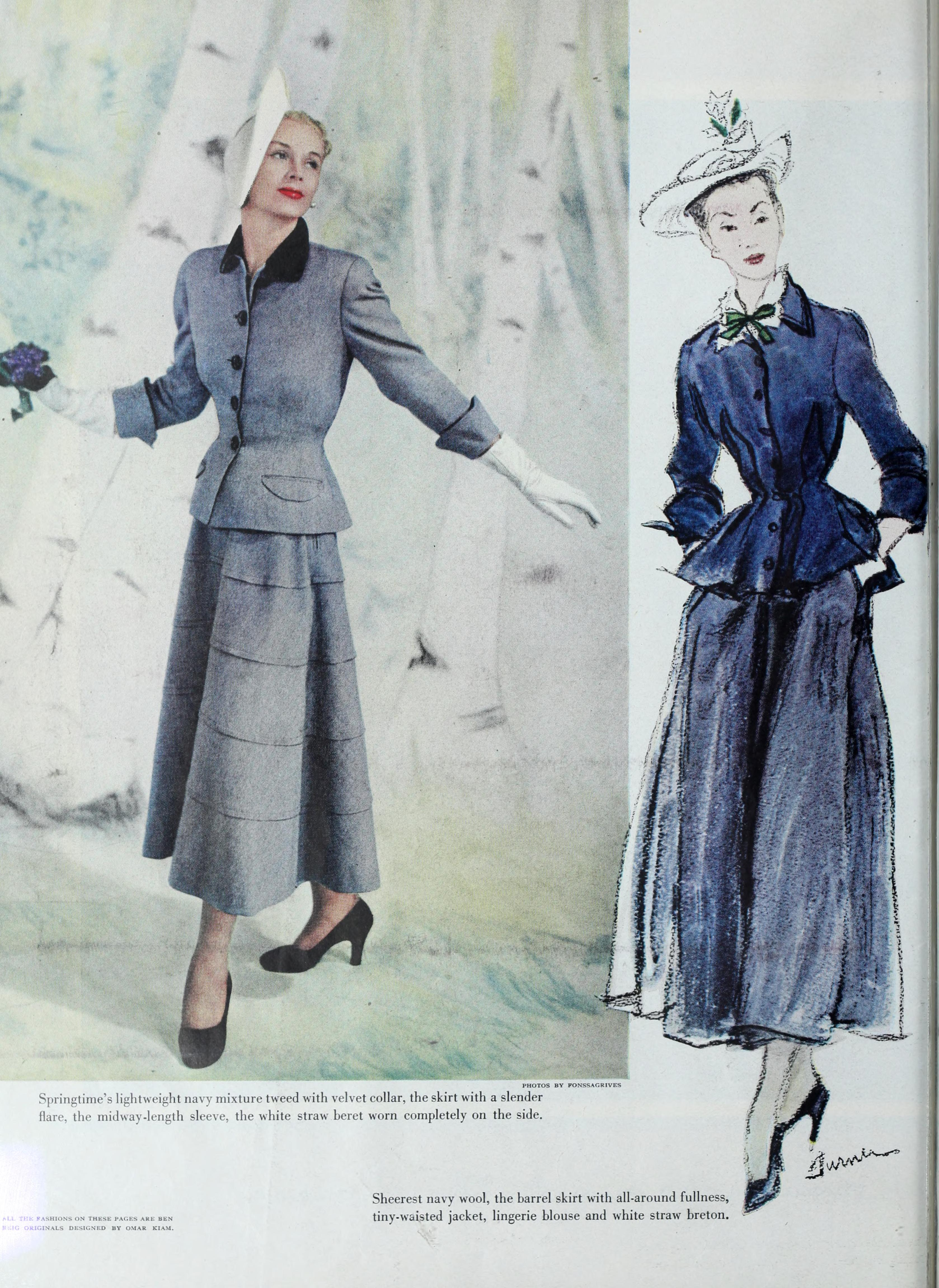
The Ladies' home journal, 1948
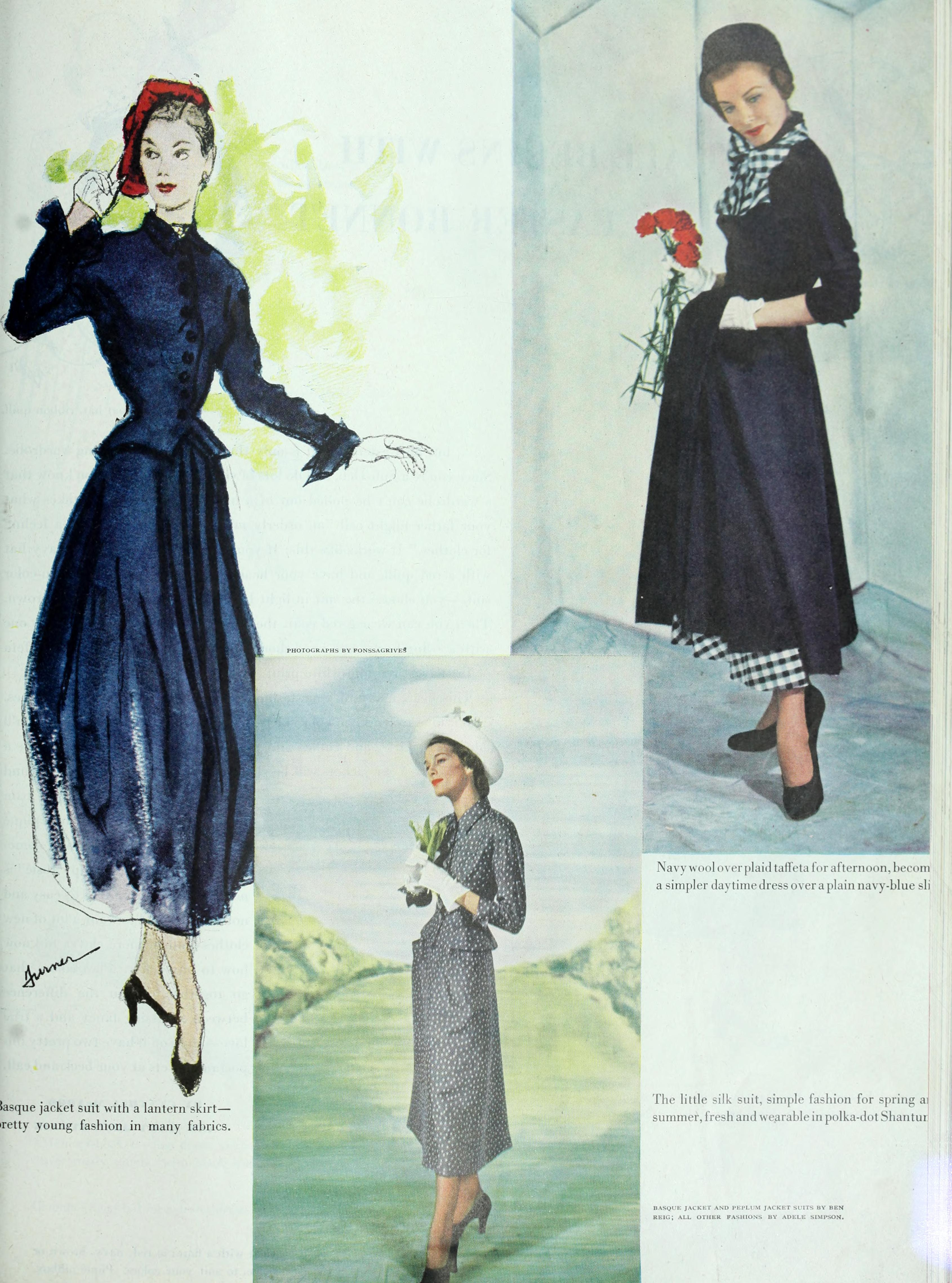
The Ladies' home journal, 1948